# 국가 올림픽 위원회
국가 올림픽 위원회(프랑스어: Comité national olympique, 영어: National Olympic Committee, NOC)는 세계적으로 알려진 올림픽의 각국 지회라고 할 수 있는 위원회이다. 국제 올림픽 위원회(IOC) 하에 존속하며 각국의 올림픽 위원회가 자국의 올림픽 경기 참가 여부와 다음 올림픽이 열리는 곳을 선정할 때에도 영향력을 행사하게 된다. 위원회는 또한 각국의 감독과 선수들의 복지 사업 증진에도 힘써야할 어느 정도의 의무 사항을 갖고 있다. 대한민국의 NOC 업무는 대한체육회에서 일임하고 있다.

## 현황
2015년 기준으로 206개의 국가 올림픽 위원회가 존재한다. 유엔 회원국 193개국은 국가 올림픽 위원회를 구성하고 있다. 그 외에 미승인 국가 3개국, 10개 속령이 별도의 올림픽 위원회를 구성하고 있다.
- 유엔 총회 옵서버인 팔레스타인
- 중화민국(대만): 국제 올림픽 위원회에서는 중화 타이베이(Chinese Taipei)라는 이름으로 등록되어 있다.
- 코소보
- 뉴질랜드와 자유 연합 관계에 있는 쿡 제도[1]
- 중화인민공화국의 특별 행정구인 홍콩
- 미국의 4개 속령: 아메리칸사모아, 괌, 푸에르토리코, 미국령 버진아일랜드
- 영국의 3개 해외 영토: 버뮤다, 영국령 버진아일랜드, 케이맨 제도
- 네덜란드 왕국의 1개 구성국: 아루바. 네덜란드령 안틸레스의 국가 올림픽 위원회는 2010년 10월 10일을 기해 네덜란드령 안틸레스가 해체되면서 소멸되었으며 새 자치령하에서는 올림픽 위원회가 설치되어 있지 않다.[2][3]

국가 올림픽 위원회는 모두 국가 올림픽 위원회 총연합회(Association of National Olympic Committees)에 가입되어 있으며 이는 5개 대륙으로 다시 구분되기도 한다.
| 대륙       | 대륙                          | 협회                             | 올림픽 위원회         | 최초 회원국                                                       | 신규 회원국   |
| ---------- | ----------------------------- | -------------------------------- | --------------------- | ----------------------------------------------------------------- | ------------- |
|            | 아프리카                      | 아프리카 국가 올림픽 위원회 연합 | 54                    | 이집트 (1910)                                                     | 남수단 (2015) |
| 아메리카   | 범아메리카 스포츠 기구        | 41                               | 미국 (1894)           | 도미니카 연방 (1993) 세인트루시아 (1993) 세인트키츠 네비스 (1993) |               |
| 아시아     | 아시아 올림픽 평의회          | 44                               | 일본 (1912)           | 동티모르 (2003)                                                   |               |
| 유럽       | 유럽 올림픽 위원회            | 50                               | 프랑스 (1894)         | 코소보 (2014)                                                     |               |
| 오세아니아 | 오세아니아 국가 올림픽 위원회 | 17                               | 오스트레일리아 (1895) | 투발루 (2007)                                                     |               |

## 가입일 순서
아래는 206개에 달하는 국가 올림픽 위원회가 국제 올림픽 위원회에 의해 가입을 승인받은 해를 명시한 것이다. 1894년 국제 올림픽 위원회가 출범한 이후이며 사실 상당수의 국가 올림픽 위원회가 국제 올림픽 위원회 설립 이전에 수립되었으므로 국제 올림픽 위원회 출범 이후에 받아들여졌다. 소련이나 체코슬로바키아, 유고슬라비아와 같이 옛 나라는 명시되지 않았음을 참고해야 한다.
| 가입 연도 | 국가 올림픽 위원회 (NOC) |
| --------- | ------------------------ |
| 1894년    | 프랑스                   |
| 1894년    | 미국                     |
| 1895년    | 오스트레일리아           |
| 1895년    | 독일                     |
| 1895년    | 그리스                   |
| 1895년    | 오스트리아               |
| 1900년    | 노르웨이                 |
| 1905년    | 덴마크                   |
| 1905년    | 영국                     |
| 1906년    | 벨기에                   |
| 1907년    | 캐나다                   |
| 1907년    | 핀란드                   |
| 1909년    | 포르투갈                 |
| 1910년    | 이집트                   |
| 1911년    | 튀르키예                 |
| 1912년    | 헝가리                   |
| 1912년    | 일본                     |
| 1912년    | 룩셈부르크               |
| 1912년    | 네덜란드                 |
| 1912년    | 세르비아                 |
| 1912년    | 스페인                   |
| 1912년    | 스위스                   |
| 1913년    | 스웨덴                   |
| 1914년    | 루마니아                 |
| 1915년    | 이탈리아                 |
| 1919년    | 뉴질랜드                 |
| 1919년    | 폴란드                   |
| 1922년    | 아일랜드                 |
| 1923년    | 아르헨티나               |
| 1923년    | 멕시코                   |
| 1923년    | 우루과이                 |
| 1924년    | 불가리아                 |
| 1924년    | 아이티                   |
| 1927년    | 인도                     |
| 1929년    | 필리핀                   |
| 1934년    | 칠레                     |
| 1935년    | 브라질                   |
| 1935년    | 아이슬란드               |
| 1935년    | 리히텐슈타인             |
| 1935년    | 베네수엘라               |
| 1936년    | 아프가니스탄             |
| 1936년    | 버뮤다                   |
| 1936년    | 볼리비아                 |
| 1936년    | 코스타리카               |
| 1936년    | 자메이카                 |
| 1936년    | 몰타                     |
| 1936년    | 페루                     |
| 1937년    | 스리랑카                 |
| 1938년    | 엘살바도르               |
| 1947년    | 과테말라                 |
| 1947년    | 이란                     |
| 1947년    | 미얀마                   |
| 1947년    | 파나마                   |
| 1947년    | 대한민국                 |
| 1947년    | 트리니다드 토바고        |
| 1948년    | 콜롬비아                 |
| 1948년    | 가이아나                 |
| 1948년    | 이라크                   |
| 1948년    | 레바논                   |
| 1948년    | 파키스탄                 |
| 1948년    | 푸에르토리코             |
| 1948년    | 싱가포르                 |
| 1948년    | 시리아                   |
| 1950년    | 태국                     |
| 1951년    | 바베이도스               |
| 1951년    | 가나                     |
| 1951년    | 홍콩                     |
| 1951년    | 나이지리아               |
| 1952년    | 바하마                   |
| 1952년    | 인도네시아               |
| 1952년    | 이스라엘                 |
| 1953년    | 모나코                   |
| 1954년    | 도미니카 공화국          |
| 1954년    | 에티오피아               |
| 1954년    | 말레이시아               |
| 1955년    | 쿠바                     |
| 1955년    | 피지                     |
| 1955년    | 케냐                     |
| 1955년    | 라이베리아               |
| 1956년    | 온두라스                 |
| 1956년    | 우간다                   |
| 1957년    | 조선민주주의인민공화국   |
| 1957년    | 튀니지                   |
| 1959년    | 알바니아                 |
| 1959년    | 에콰도르                 |
| 1959년    | 모로코                   |
| 1959년    | 니카라과                 |
| 1959년    | 산마리노                 |
| 1959년    | 수단                     |
| 1959년    | 수리남                   |
| 1960년    | 중화 타이베이            |
| 1962년    | 베냉                     |
| 1962년    | 몽골                     |
| 1963년    | 카메룬                   |
| 1963년    | 코트디부아르             |
| 1963년    | 요르단                   |
| 1963년    | 리비아                   |
| 1963년    | 말리                     |
| 1963년    | 네팔                     |
| 1963년    | 세네갈                   |
| 1963년    | 잠비아                   |
| 1964년    | 알제리                   |
| 1964년    | 차드                     |
| 1964년    | 마다가스카르             |
| 1964년    | 니제르                   |
| 1964년    | 콩고 공화국              |
| 1964년    | 시에라리온               |
| 1965년    | 중앙아프리카 공화국      |
| 1965년    | 기니                     |
| 1965년    | 사우디아라비아           |
| 1965년    | 토고                     |
| 1966년    | 쿠웨이트                 |
| 1967년    | 미국령 버진아일랜드      |
| 1968년    | 벨리즈                   |
| 1968년    | 콩고 민주 공화국         |
| 1968년    | 가봉                     |
| 1968년    | 말라위                   |
| 1968년    | 탄자니아                 |
| 1970년    | 파라과이                 |
| 1972년    | 부르키나파소             |
| 1972년    | 에스와티니               |
| 1972년    | 레소토                   |
| 1972년    | 모리셔스                 |
| 1972년    | 소말리아                 |
| 1974년    | 파푸아뉴기니             |
| 1975년    | 안도라                   |
| 1976년    | 앤티가 바부다            |
| 1976년    | 케이맨 제도              |
| 1976년    | 감비아                   |
| 1978년    | 키프로스                 |
| 1979년    | 바레인                   |
| 1979년    | 라오스                   |
| 1979년    | 모리타니                 |
| 1979년    | 모잠비크                 |
| 1979년    | 중화인민공화국           |
| 1979년    | 중화 타이베이            |
| 1979년    | 세이셸                   |
| 1979년    | 베트남                   |
| 1980년    | 앙골라                   |
| 1980년    | 방글라데시               |
| 1980년    | 보츠와나                 |
| 1980년    | 카타르                   |
| 1980년    | 아랍에미리트             |
| 1980년    | 짐바브웨                 |
| 1981년    | 예멘                     |
| 1982년    | 영국령 버진아일랜드      |
| 1982년    | 오만                     |
| 1983년    | 부탄                     |
| 1983년    | 사모아                   |
| 1983년    | 솔로몬 제도              |
| 1984년    | 브루나이                 |
| 1984년    | 지부티                   |
| 1984년    | 적도 기니                |
| 1984년    | 그레나다                 |
| 1984년    | 르완다                   |
| 1984년    | 통가                     |
| 1985년    | 몰디브                   |
| 1986년    | 아루바                   |
| 1986년    | 쿡 제도                  |
| 1986년    | 괌                       |
| 1987년    | 아메리칸사모아           |
| 1987년    | 세인트빈센트 그레나딘    |
| 1987년    | 바누아투                 |
| 1991년    | 에스토니아               |
| 1991년    | 라트비아                 |
| 1991년    | 리투아니아               |
| 1991년    | 나미비아                 |
| 1991년    | 남아프리카 공화국        |
| 1993년    | 아르메니아               |
| 1993년    | 아제르바이잔             |
| 1993년    | 벨라루스                 |
| 1993년    | 보스니아 헤르체고비나    |
| 1993년    | 부룬디                   |
| 1993년    | 카보베르데               |
| 1993년    | 코모로                   |
| 1993년    | 크로아티아               |
| 1993년    | 체코                     |
| 1993년    | 도미니카 연방            |
| 1993년    | 조지아                   |
| 1993년    | 카자흐스탄               |
| 1993년    | 키르기스스탄             |
| 1993년    | 몰도바                   |
| 1993년    | 북마케도니아             |
| 1993년    | 러시아                   |
| 1993년    | 세인트키츠 네비스        |
| 1993년    | 세인트루시아             |
| 1993년    | 상투메 프린시페          |
| 1993년    | 슬로바키아               |
| 1993년    | 슬로베니아               |
| 1993년    | 타지키스탄               |
| 1993년    | 투르크메니스탄           |
| 1993년    | 우크라이나               |
| 1993년    | 우즈베키스탄             |
| 1994년    | 나우루                   |
| 1995년    | 캄보디아                 |
| 1995년    | 기니비사우               |
| 1995년    | 팔레스타인               |
| 1997년    | 미크로네시아 연방        |
| 1999년    | 에리트레아               |
| 1999년    | 팔라우                   |
| 2003년    | 키리바시                 |
| 2003년    | 동티모르                 |
| 2006년    | 마셜 제도                |
| 2007년    | 몬테네그로               |
| 2007년    | 투발루                   |
| 2014년    | 코소보                   |
| 2015년    | 남수단                   |

## 같이 보기
- 올림픽
- 국제 올림픽 위원회
- 국제 패럴림픽 위원회
- IOC 국가 코드 목록